# Cacinheira
Cacinheira é uma localidade, pequena aldeia, com cerca de 80 habitantes, que está localizada na freguesia denominada União das Freguesias de Casal dos Bernardos e Rio de Couros pertencente ao Município de Ourém, distrito de Santarém. 
Uma das explicações mais aceites para o seu nome é que este deriva da palavra "Cacimba", esta significa orvalho ou nevoeiro. Deste modo, esta localidade apresentava estas características e o seu nome foi evoluindo de "Cacimbeira" a Cacinheira. A Cacinheira tem uma vista fantástica e solarenga. Predomina o sossego e qualidade de vida.  A maioria da população vive e trabalha nesta localidade, contudo com a existência de novos moradores a tendência é ficar uma aldeia dormitório. A localidade fica a cerca de 5 km da linha ferroviária do Norte, a 10 km do IC9 e a 25 km da A1- saída de Fátima.

## Actividades económicas
A atividade que carateriza a localidade de Cacinheira é a agricultura de subsistência.
Podem ser encontrados alguns campos de cultivo de milho, vinhas e olival. Quase todos os habitantes possuem uma horta, cujos recursos servem para consumo doméstico. De salientar a grande extensão de pinhal e arbustos em todo o redor da povoação. De destacar que a aldeia possui um ribeiro (desagua no rio Nabão) e nele foram construídos outrora, moinhos de água. Existem atualmente quatro moinhos todavia,  nem todos estão em funcionamento.  Nesta localidade existem ainda duas empresas de construção civil e uma pecuária, além da criação de gado local. 

## História
A capela da Cacinheira possui registos que datam do século XIX. Há relatos de histórias da época das invasões Francesas.

## Ensino
Em 1965 foi inaugurada a escola básica do 1º ciclo da Cacinheira (EB1 de Cacinheira). Esta escola foi encerrada pelo Ministério da Educação devido à falta de alunos e à necessidade de obras. Atualmente este edifício é utilizado pela Associação de Caçadores.

## Religião
A Cacinheira possui uma Capela em honra a Santo António. No local desta capela existiu, outrora, outra capela.  Todos os anos se celebram festejos em honra deste santo padroeiro. Estes festejos ocorrem em Julho, segundo fim de semana do mês.

## Parque de Merendas
Casal dos Bernardos tem um parque de merendas que se situa na localidade de Cacinheira. Este parque tem várias churrasqueiras e mesas que permitem a realização de almoços e convivios. No meio que envolve este espaço de lazer há uma pista de trial e ao lado do parque onde corre um pequeno ribeiro.

## Galeria

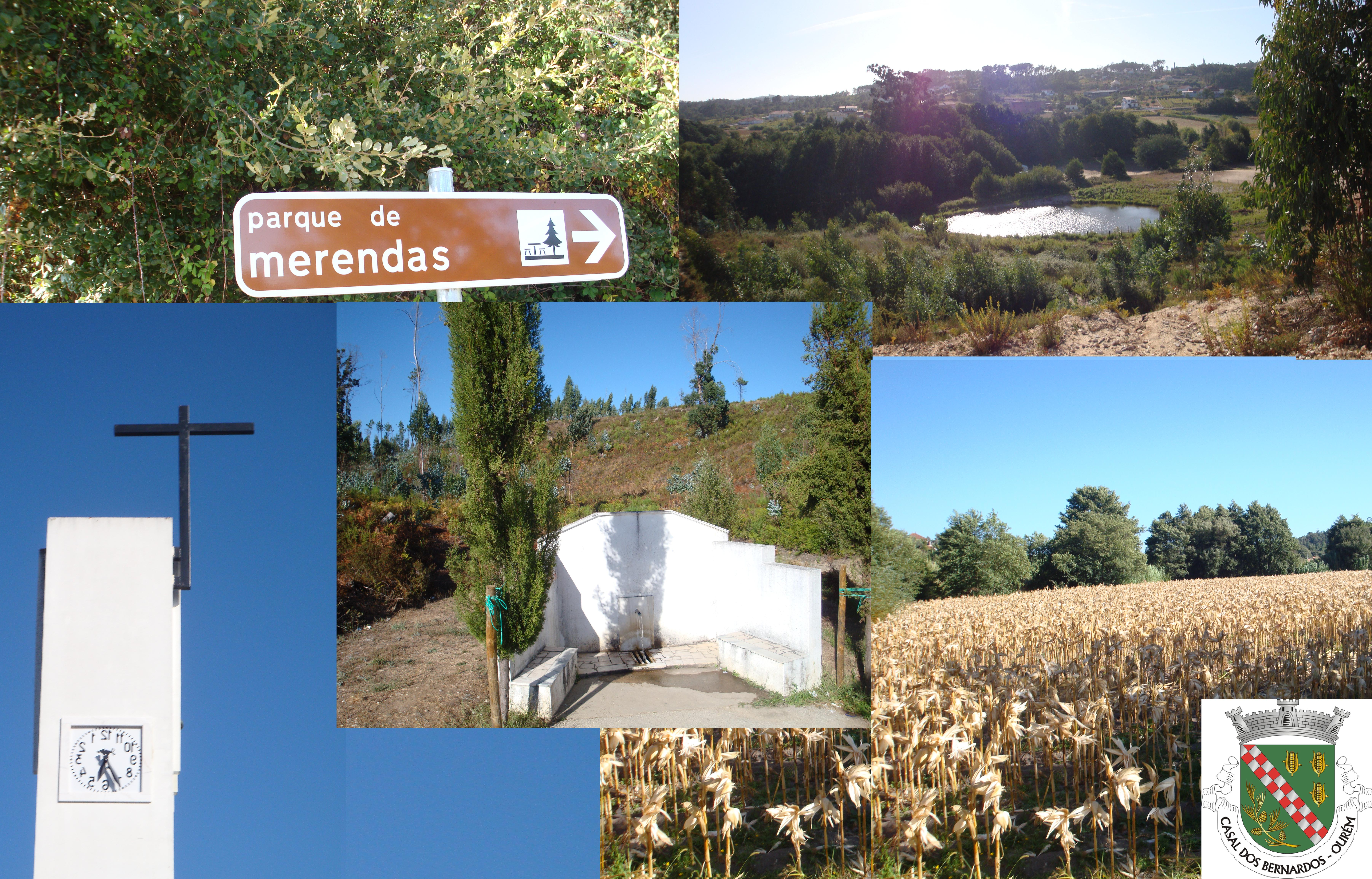
Cacinheira.
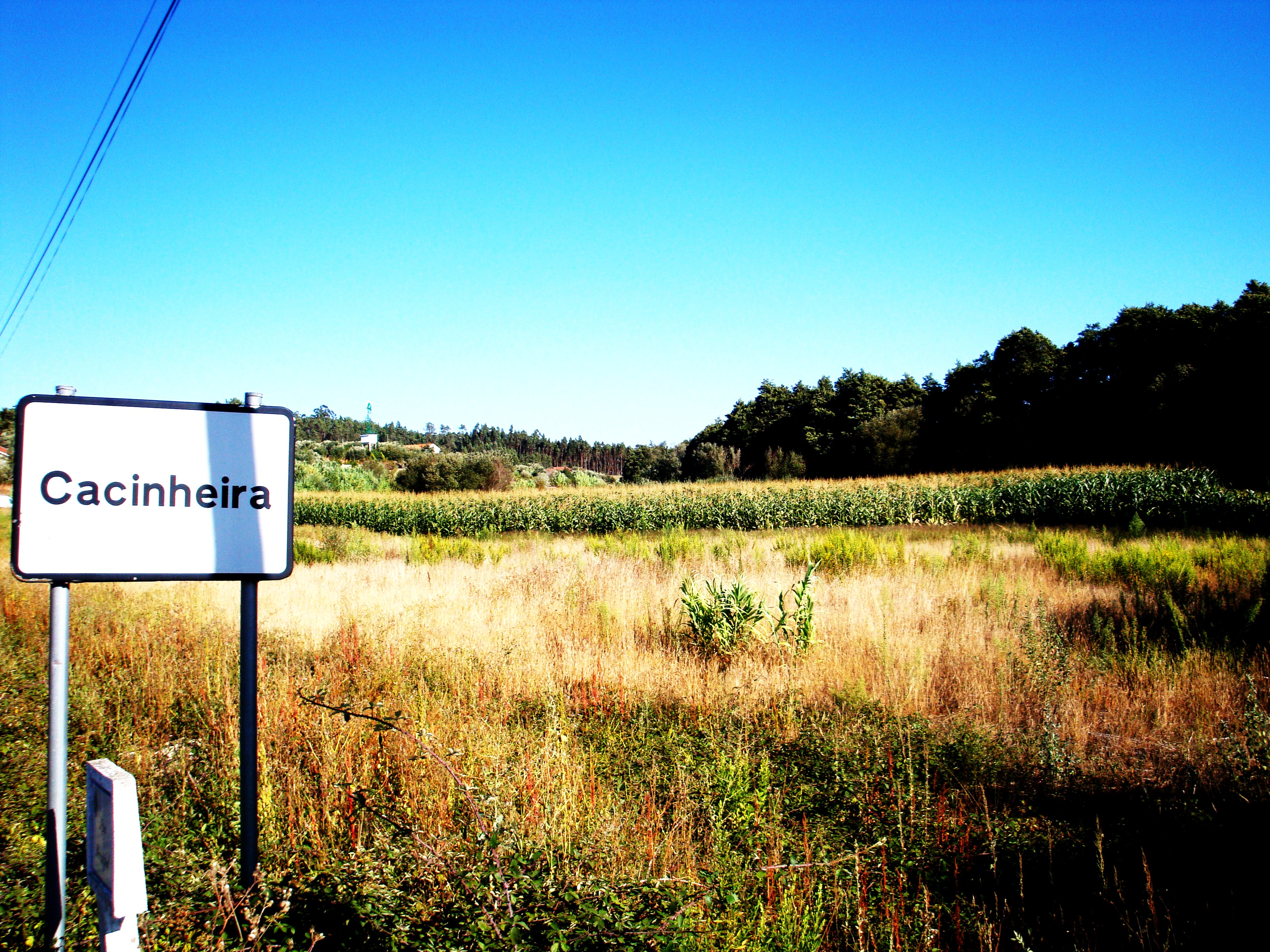
Cacinheira.
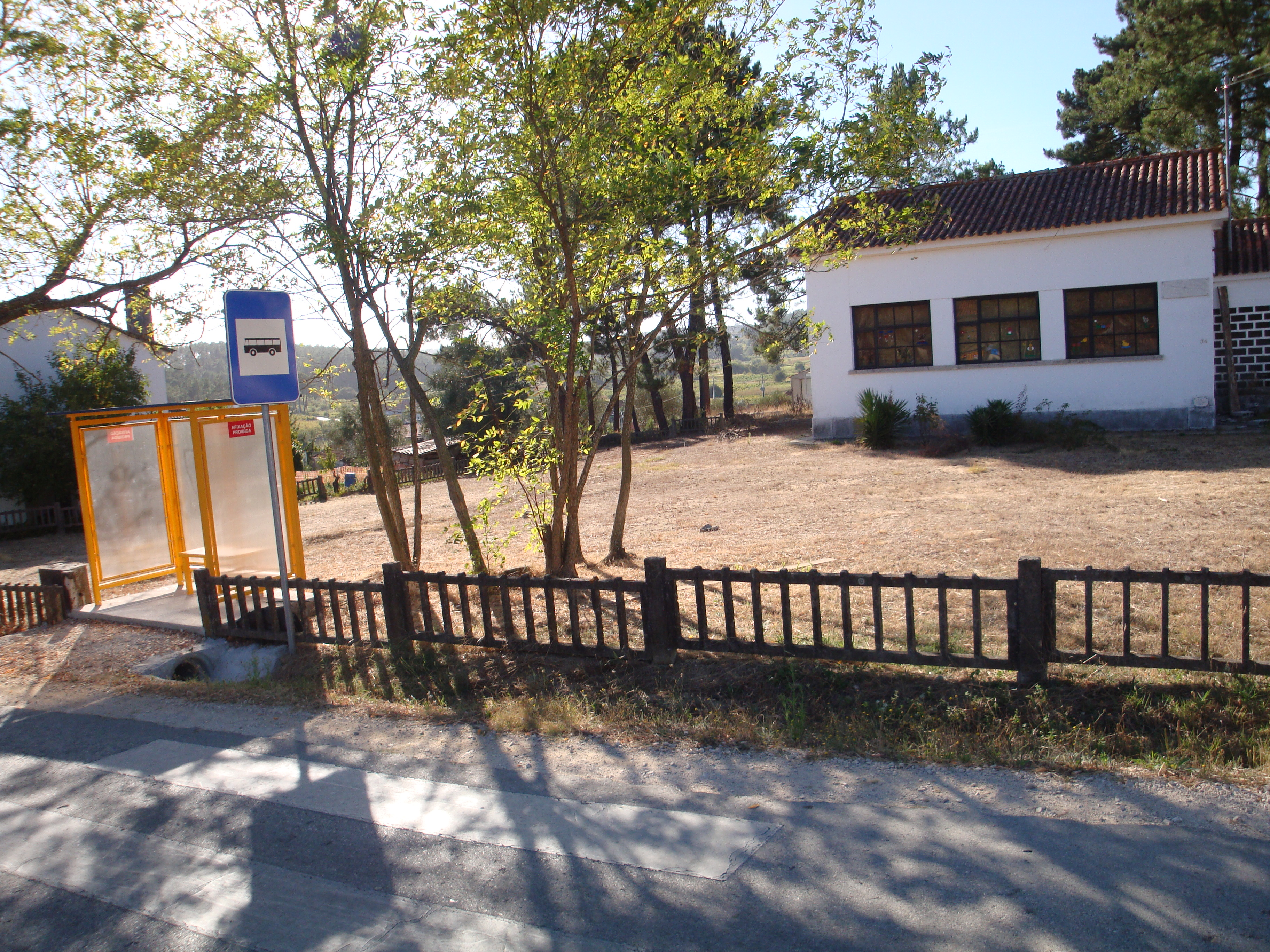
EB1 de Cacinheira.
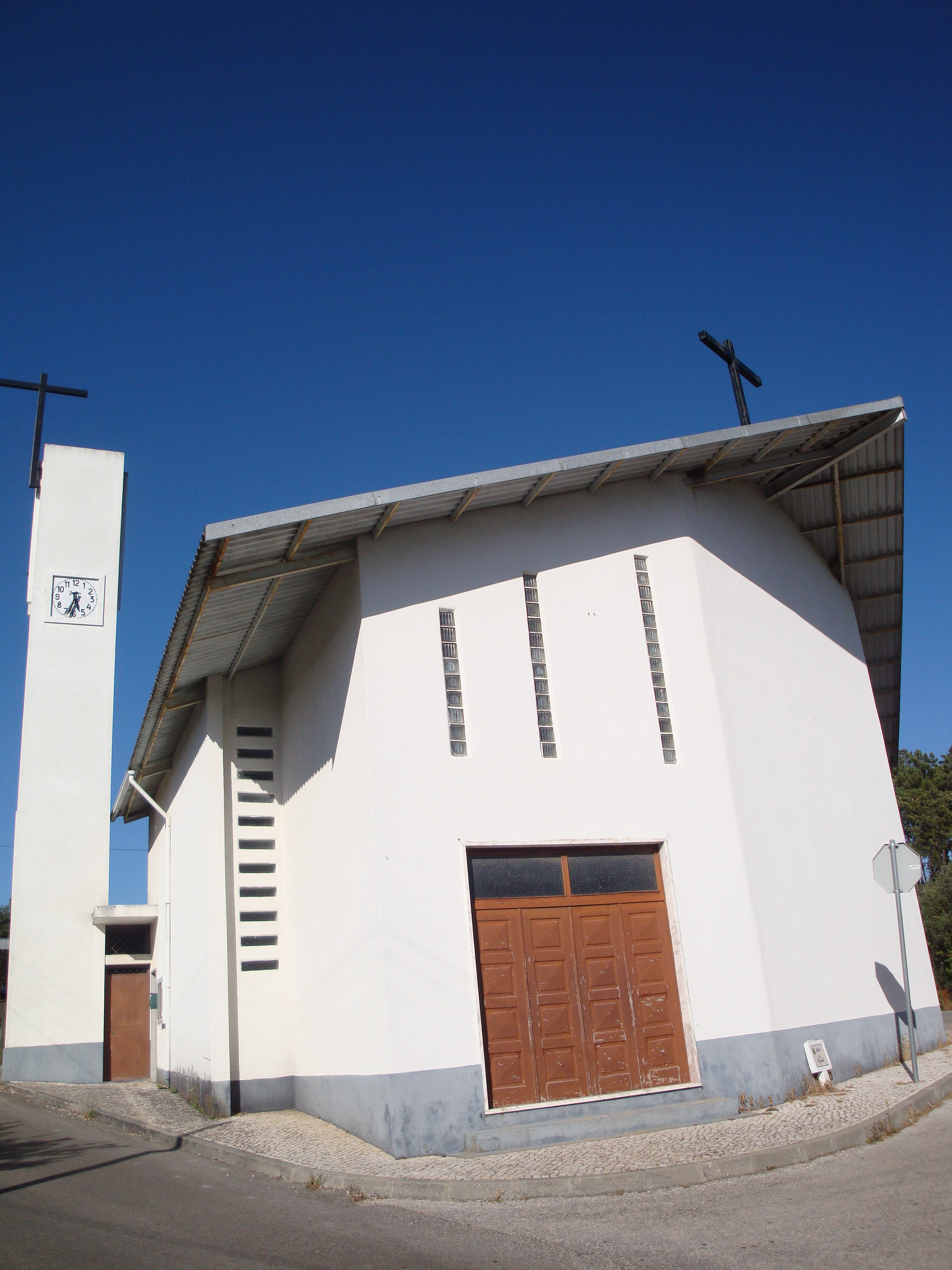
Capela da Cacinheira.